# Corte marcial
Corte marcial, tribunal marcial ou conselho de guerra é o tribunal militar que determina punições a membros das Forças Armadas submetidos às leis do direito militar. Virtualmente todas as forças armadas do mundo mantém um sistema de corte marcial para o julgamento de militares que quebrem de algum modo a disciplina, a hierarquia ou as regras militares. Além disso, pode ser usada para julgar e processar inimigos prisioneiros de guerra por crimes de guerra ou contra a humanidade.
A Convenções de Genebra, que trata dos direitos de prisioneiros de guerra e das regras a que os países signatários se encontram submetidos nas guerras em si, requer que estes prisioneiros, quando julgados por crimes de guerra, sejam submetidos aos mesmos procedimentos que os exércitos vencedores usem entre seus próprios militares.
Além disso, diversas marinhas do mundo têm o procedimento de instaurar uma corte marcial sempre que uma embarcação é perdida, não significando com isso que o comandante da embarcação seja suspeito de não cumprimento do dever ou venha a ser automaticamente punido ou preso, mas meramente para que as circunstâncias da perda do navio fiquem registradas nos autos navais oficiais.